# Wolcott (Connecticut)
Wolcott – miasto w Stanach Zjednoczonych, w stanie Connecticut, w hrabstwie New Haven.